# Dirk IV van Wisch

Nieuwe wapen heerlijkheid Wisch zoals afgebeeld in het Wapenboek Gelre

Dirk IV van Wisch (circa 1360/70 - 7 december 1425) was bannerheer van de heerlijkheid Wisch

## Familie
Dirk IV is de oudste zoon van Steven IV van Wisch en Agnes, dochter van Sweder III van Voorst en Keppel. Vanaf 25 februari 1386 trad Dirk IV op als heer van Wisch. In hetzelfde jaar trouwde Dirk IV met Jutte van Arkel (1360-1395), op haar beurt een dochter van Otto van Arkel, heer van Acqoy en Machteld van Valkenburg en zij kregen een dochter: Jutta. Na de dood van Jutte hertrouwde Dirk IV met Agnes van den Dodenweert. Agnes was een dochter van Robert van den Doodenweert en Jutte van Asperen-Polanen. Het paar kreeg ook een dochter, Stevina. Zij trouwde in 1409 met Henrick I van Homoet. 

## Heerlijkheid Wisch
Samen met zijn oom Hendrik III van Wisch bestuurde Dirk IV vanaf 1386 de heerlijkheid Wisch. Wisch is daarmee tweeherig geworden. Beide heren van Wisch hadden een eigen kasteel in Terborg. De oude tak van de familie resideerde op het nieuwere kasteel en de jonge tak op het oudere stamslot. Dirk IV was een bannerheer van het Graafschap Zutphen, samen met de bannerheren: Bergh, Baer, Bronckhorst. 

### Rijmpje
In 1650 noteerde geschiedschrijver Arend van Slichtenhorst (1616-1657) hierover een oude zegswijze:
Bergh de ryxte
Bronckhorst de adelyxte
Baer de oudste
Wisch de stoutste
Dat de heren van Wisch worden aangeduid als de stoutste, de dapperste, verwijst waarschijnlijk naar hun reputatie als roofridders.
Het Graafschap Zutphen vormde samen met de graafschappen (ook wel kwartieren) Opper-Gelre, Kwartier van Nijmegen, Kwartier van Veluwe (Arnhem) het hertogdom Gelre.

## Hof van Gelre
Dirk IV van Wisch stond op goede voet met hertog Willem I van Gelre, want in 1397 mocht hij samen met Arnt ten Boecop en de heer Van Heinsberg een potje met hem dobbelen. In die tijd was toegang tot de privévertrekken van de hertog een gunst. Daaruit bleek het vertrouwen van de hertog in Dirk IV. Wanneer Hendrik II in 1390 werd opgevolgd door zijn zoon Hendrik III, regeerden Dirk IV en Hendrik III gezamenlijk over de heerlijkheid Wisch. Van 1394 tot 1397 traden ze samen op als ambtmannen in de Liemers voor de graaf van Kleef.
In 1402 werd Dirk IV in een oorkonde als erfmaarschalk van de hertog van Gelre genoemd. Bij de re-enactmentgroep Het Woud der Verwachting heeft Dirk als teken van zijn waardigheid een maarschalkstaf versierd met de draak en mispelbloemen in drakenbloed gedrenkt, bij uitstek Gelderse symbolen. Dirk IV van Wisch bracht het tot rentmeester en landdrost van Zutphen en vervulde deze functie van 1402 tot 1412. Hij was ook lid van de Raad van Zestien. Dit waren ongebruikelijke banen voor iemand van hoge adel en zeker voor een bannerheer. Er bestond immers een gerede kans dat de bannerheer hierdoor machtiger werd dan de hertog zelf. Dit tekende het vertrouwen van de hertog in Dirk IV. Na Dirk IV zou geen bannerheer deze functies nog gezamenlijk uitoefenen. In 1419 verleenden Hendrik III en Dirk IV Terborg stadsrechten. In 1423, als de minderjarige Arnold van Egmond tot hertog van Gelre werd verheven, behoorde Dirk IV tot de vier 'bewaarders' van de jonge hertog. Tevens maakte hij samen met zijn oom Hendrik III deel uit van de Raad van Zestien. Deze raad oefende toezicht uit op de hertog.